# Rangi okrętów
Rangi okrętów – podział jednostek pływających marynarki wojennej stosowany w niektórych państwach świata. Jest najszerszym systemem służącym do uporządkowania okrętów w ramach sił morskich. Wśród krajów, które używają rang okrętów, znajdują się Federacja Rosyjska oraz Rzeczpospolita Polska, choć obecnie w Polsce pod względem klasyfikacyjnym najogólniejszym podziałem jest podział na 6 kategorii będący w znacznej mierze implementacją podziału występującego w NATO.
Pod koniec XIX wieku podział na klasy (rangi) miał najszersze znaczenie na świecie przy klasyfikacji krążowników, które mogły znacząco różnić się od siebie pod względem wielkości i w wiodących marynarkach dzielono je na I, II, czasem III i IV klasę. W marynarce Imperium Rosyjskiego okręty I rangi wyróżniały się m.in. tym, że musiały być wyposażone w odpowiednie pomieszczenia dla admirała i jego sztabu dla pełnienia funkcji okrętów flagowych zespołów floty.
W 1950 roku w Marynarce Wojennej Polskiej Rzeczypospolitej Ludowej został wprowadzony podział okrętów na klasy:
| Klasa okrętu | Klasy okrętów |
| ------------ | --- |
| I            | pancernik, krążownik, lotniskowiec |
| II           | lotniskowiec eskortowy, niszczyciel, okręt podwodny, okręty szkolne o wyporności ponad 2000 t                                                                   |
| III          | dozorowiec, przybrzeżny okręt podwodny, trałowiec, stawiacz min, okręt pomocniczy lub desantowy o wyporności ponad 500 t, okręt szkolny o wyporności 500-2000 t |
| IV           | ścigacz okrętów podwodnych, kuter trałowy, okręt desantowy lub szkolny lub pomocniczy o wyporności poniżej 500 t                                                |

W latach 60. XX wieku klasy zostały zastąpione przez rangi okrętów, które stosuje również Marynarka Wojenna:
| Ranga okrętu | Rangi okrętów |
| ------------ | --- |
| I            | krążownik, lotniskowiec, okręt podwodny z napędem jądrowym |
| II           | fregata, niszczyciel, okręt hydrograficzny, konwencjonalny okręt podwodny, okręt ratowniczy, okręt szkolny                                                                     |
| III          | korweta, kuter rakietowy, kuter szkolny, kuter torpedowy, niszczyciel min, okręt desantowy, okręt wsparcia, ścigacz okrętów podwodnych, trałowiec                              |
| IV           | holownik, kuter desantowy, kuter łącznikowy, kuter ratowniczy, kuter trałowy, kuter zwalczania okrętów podwodnych, motorówka, zbiornikowiec, pływająca stacja demagnetyzacyjna |

W związku z wejściem SZ RP do NATO klasyfikacja okrętów została określona Decyzją Ministra Obrony Narodowej w Normach Obronnych jako NO-01-A002:1999 Klasyfikacja okrętów MW. Norma została zastąpiona przez NO-07-A091:2008 Klasyfikacja okrętów, a w jej nowej wersji NO-07-A091:2019 całkowicie wyłączono podział na rangi z podziałów klasyfikacyjnych (podobnie jak podział na grupy funkcjonujący w Regulaminie Służby na Okrętach MW), gdyż nie zachodzi tu zasada grupowania okrętów według cech charakterystycznych dla klasyfikacji, a ustalanie swoistej hierarchii mającej obecnie znaczenie głównie dla określenia stopnia etatowego dowódcy okrętu. Między innymi z tego powodu do II rangi zaliczone są okręty szkolne (nawet ORP „Iskra” o wyporności 380 t), okręty hydrograficzne i ratownicze. Podział ten sam w sobie jest już niepraktyczny, gdyż okrętów I rangi nie było w polskiej flocie wojennej od czasu wprowadzenia tego podziału i nic nie wskazuje na to, by miały się pojawić w przyszłości, a sojusznicy z NATO nie stosują takiego podziału. Od czasu wejścia do NATO podział na rangi jest już przydatny tylko ze wspomnianego względu oraz z uwagi na fakt, że występują ustalone zestawy Jednolitych Indeksów Materiałowych (JIM) w systemie zaopatrzenia materiałowo-technicznego. We wspomnianej normie obronnej zawarto rekomendację, by w dalszej perspektywie czasowej podział na rangi, tam gdzie to zasadne, zastąpić podziałem na kategorie.